# Хаджимустафакьой
Хаджимустафакьой (на гръцки: Αμφία, „Амфия“) е село в Гърция, разположено на територията на дем Марония-Шапчи, област Източна Македония и Тракия.

## География
Селото е разположено в равнината северно от пътя Гюмюрджина – Шапчи.

## История
В периода след балканските войни, в селото са настанени българи от изгореното село Манастир: общо 30 семейства със 130 члена. Там те се установяват трайно като изкупуват от турците земи и къщи в края на селото, където формират българска общност. След първата световна война и предаването на Беломорието под гръцко управление българите от селото се изселват окончателно по спогодбата Моллов-Кафандарис.